# Prisión preventiva (México)
La prisión preventiva se halla regulada en la legislación mexicana por:
1) La Constitución Política de los Estados Unidos Mexicanos, artículos 18 y 19, que establecen que:
«Art.18.- Sólo por delito que merezca pena privativa de libertad habrá lugar a prisión preventiva. El sitio de ésta será distinto del que se destinare para la extinción de las penas y estarán completamente separados.(...) Para la reclusión preventiva (...) se destinarán centros especiales».
«Art.19.- (...) El Ministerio Público sólo podrá solicitar al juez la prisión preventiva cuando otras medidas cautelares no sean suficientes para garantizar la comparecencia del imputado en el juicio, el desarrollo de la investigación, la protección de la víctima, de los testigos o de la comunidad, así como cuando el imputado esté siendo procesado o haya sido sentenciado previamente por la comisión de un delito doloso. El juez ordenará la prisión preventiva, oficiosamente, en los casos de delincuencia organizada, homicidio doloso, violación, secuestro, delitos cometidos con medios violentos como armas y explosivos, así como delitos graves que determine la ley en contra de la seguridad de la nación, el libre desarrollo de la personalidad y de la salud.(...)»
2) El Código Federal de Procedimientos Penales
“LA PRISIÓN PREVENTIVA OFICIOSA, VIOLENTA EL ESPÍRITU DE LA REFORMA PENAL Y EL PRINCIPIO DE PRESUNCIÓN DE INOCENCIA” (PÁRRAFO SEGUNDO DEL ARTICULO 19 CONSTITUCIONAL, EN EL SISTEMA ACUSATORIO UNA PROPUESTA DEL ANÁLISIS DE PRINCIPIOS.)
En la reforma penal que se promulga el 18 de junio de 2008, donde da inicio el nuevo sistema de corte acusatorio adversarial y oral, específicamente, en los artículos 19 y 20 constitucional, que iniciará paulatinamente conforme cada entidad federativa vaya haciendo sus modificaciones internas y actualizando sus propios códigos procedimentales y el federal en su caso teniendo una vacatio legis de ocho años para su implementación.
Esta reforma es propuesta al caos existente en el sistema penal y presiones internacionales, de que el sistema penal mexicano es obsoleto y emergido en retraso y corrupto, por lo se analiza el cambio, que da origen a esta evolución jurídica, que en su artículo 20 constitucional nos da los principios rectores del nuevo proceso penal. 
Que en su primer párrafo nos dice:
Artículo 20 Constitucional.- “El proceso penal será acusatorio y oral. Se regirá por los principios de publicidad, contradicción, concentración, continuidad e inmediación.”
Principios rectores que no deben ser violentados durante proceso penal, ya que nos brinda la igualdad entre las partes y un juzgador con libertad de decisión sin que medir ninguna presión o carga procesal en sus decisiones. 
Más dentro de la reforma el artículo 19 constitucional en su segundo párrafo nos dice:
Artículo 19 Constitucional.- … “El ministerio público solo podrá solicitar al juez la prisión preventiva cuando otras medidas cautelares no sean suficientes para garantizar la comparecencia del imputado en el juicio, el desarrollo de la investigación, la protección de la víctima, de los testigos o de la comunidad, así cuando el imputado este siendo procesado o haya sido sentenciado previamente por la comisión de un delito doloso. El juez ordenara la prisión preventiva, oficiosamente, en los casos de delincuencia organizada, homicidio doloso, violación, secuestro, trata de personas delitos cometidos con medios violentos como armas y explosivos, así como los delitos graves que determine la ley en contra de la seguridad de la nación, el libre desarrollo de la personalidad y de la salud.” … 
En el nuevo sistema de corte acusatorio adversarial y oral, en estos dos artículos se advierte el anacronismo constitucional, donde unos garantiza la equidad de las partes, y el segundo nos coarta la decisión, contraponiéndose a los derechos humanos que consagra de igual manera el artículo primero constitucional en sus tres primeros párrafos que dicen:
Artículo 1º Constitucional.-“ En los Estados Unidos Mexicanos todas las personas gozaran de los derechos humanos reconocidos en esta constitución y en los tratados internacionales de los que el estado mexicano sea parte, así como de las garantías para su protección, cuyo ejercicio no podrá restringirse ni suspenderse, salvo en los casos y bajo las condiciones que esta constitución establece.
Las normas relativas a los derechos humanos se interpretaran de conformidad con esta constitución y con los tratados internacionales de la materia favoreciendo en todo tiempo a las personas la protección más amplia. 
Todas las autoridades, en el ámbito de sus competencias, tienen la obligación de promover, respetar, proteger y garantizar los derechos humanos de conformidad con los principios de universalidad, interdependencia, indivisibilidad y progresividad. en consecuencia, el estado deberá prevenir, investigar, sancionar y reparar las violaciones a los derechos humanos, en los términos que establezca la ley.”
Para resolver este conflicto de intereses, podría acudirse al contenido del artículo 1º de la Constitución Política de los Estados Unidos Mexicanos, los tratados internacionales y la jurisprudencia que emitan tanto la Suprema Corte de Justicia de la Nación y la Corte Interamericana de Derechos Humanos, ya que si ponderamos de manera lógica el espíritu de la reforma penal, es hacer un juicio justo imparcial sin menoscabar al inculpado, quedar plenamente establecido que no se es culpable hasta que un juez valora todos los medios que le son allegados de forma libre, sin violentar la presunción de inocente que es inalienable dentro del procedimiento, caso que no puede ser violentado este principio un juzgador al estar obligado oficiosamente, a determinar la prisión preventiva sin valorar los medios de prueba, aunado que se contraviene los principios de igualdad jurídica de las partes, ya que es de oponerse a la prisión preventiva en delitos graves que indique el legislador, más es función del ministerio público atendiendo a la igualdad procesal pedir al juzgador que se imponga la prisión preventiva fundando esta petición en medios de prueba que así lo acredite como imputado de delitos graves, más hoy observamos que el juez es parte dentro de estos delitos, ya que con el solo hecho de ser allegarse por la fiscalía de una carpeta de investigación donde el imputado tenga las características de delitos graves que indica el artículo 19 constitucional de oficio se le impone esta medida de seguridad, sin mediar defensa, violentando sus esfera jurídica, sin previa valoración o raciocinio natural de la carpeta investigadora. Por la simple mención de cualquier delito grave se hará acreedor el inculpado de esta prisión preventiva.
Sin embargo, la interpretación conforme al principio de constitucionalidad favoreciendo la protección más amplia a los titulares de los derechos humanos, generara este anacronismo, una Litis constitucional para determinar el derecho humano que prevalece sobre el otro, pues por un lado se encuentra el derecho a la libertad, a las garantías judiciales y por el del estado que ordena a un juez una actuación en contra de los principios esenciales del proceso penal, por lo que es de pedir dentro de esta tesis doctoral que se modifique este artículo 19 constitucional, modificando la prisión preventiva oficiosa, y que se obligue al ministerio público pedirla de oficio, y dejar esta petición al árbitro neutral del juzgador que conozca la causa, con esta no se contrapondría la misma constitución, si salvaguardarían los principios rectores del proceso penal, y derechos humanos. 
Pues, es de vital importancia que el juzgador en el sistema acusatorio sea lo más imparcial posible sin que se impongan cargas procesales que son función de una las partes que intervienen, aunado que la ley indica claramente cuales son delitos que por su gravedad no pueden gozar de beneficios, cosa que ya se encuentra establecido, y al ponerle esta carga procesal es de violentar el principio de inocencia que debe guardar el juez. JJCASTROVELAZQUEZ — en Palmilla.